# Dimethyldiazomethylphosphonat
Dimethyldiazomethylphosphonat (DAMP), auch Seyferth-Gilbert-Reagenz, ist eine organische Verbindung die zu den Phosphonsäureestern und den Diazoverbindungen gehört. Es dient hauptsächlich der Herstellung von Alkinen aus Carbonylverbindungen und zeigt somit Ähnlichkeit zu den in Horner-Wadsworth-Emmons-Reaktionen eingesetzten Phosphonaten, aus welchen jedoch Alkene gebildet werden.

## Herstellung
Die erste Synthesemethode für DAMP stammt aus dem Jahr 1971. Dabei wird zunächst eine Michaelis-Arbusow-Reaktion von Trimethylphosphit und N-Brommethylphthalimid durchgeführt. Das erhaltene Intermediat wird dann durch Umsetzung mit Hydrazin in ein Amin überführt. Im letzten Schritt wird durch Umsetzung mit Natriumnitrit die Diazogruppe aufgebaut.
Eine neuere Methode aus dem Jahr 1996 geht von Dimethylmethylphosphonat aus und basiert auf einem Diazo-Gruppen-Transfer. Das Edukt wird zunächst durch Trifluormethylierung mit 2,2,2-Trifluorethyltrifluoracetat aktiviert und dann mit 4-Acetamidobenzolsulfonylazid umgesetzt, wodurch die Diazogruppe eingeführt und die Trifluormethylgruppe spontan abgespalten wird.
Eine weitere Synthesemöglichkeit ist die Umsetzung von Dimethyl-2-oxopropylphosphonat mit Fluorsulfonylazid und Magnesiumoxid als Base.

## Reaktionen
DAMP wird insbesondere verwendet, um Carbonylverbindungen zu Alkinen umzusetzen. Die erste solche Reaktion, die publiziert wurde, war die Colvin-Umlagerung, bei der DAMP mit Butyllithium deprotoniert und dann mit der Carbonylverbindung umgesetzt wurde. Deutlich bekannter ist die Seyferth-Gilbert-Reaktion, bei der DAMP mit Kalium-tert-butanolat deprotoniert wird, um Carbonylverbindungen Alkine zu überführen. Beim Einsatz des verwandten Ohira-Bestmann-Reagenzes wird durch Reaktion mit Kaliumcarbonat in Methanol in situ  DAMP gebildet.
DAMP eignet sich außerdem, um Tetrazole mit einem Phosphonat-Substituenten herzustellen. Dazu wird die Verbindung mit einem Diazoniumsalz in einer [3+2]-Cycloaddition umgesetzt. Die Reaktion gelingt in Tetrahydrofuran als Lösungsmittel, mit Caesiumcarbonat als Base sowie einem Silberkatalysator wie Silberacetat, Silbernitrat oder Silbertetrafluoroborat. Durch Umsetzung von DAMP mit 2-Benzylidenindan-1,3-dion in Gegenwart von Caesiumfluorid in Aceton wird eine Spiroverbindung erhalten, in der der Fünfring des Indans und ein Pyrazolin-Ring über ein gemeinsames Atom gebunden sind.